# Suka Bandung (Pinoraya)
Suka Bandung is een bestuurslaag in het regentschap Bengkulu Selatan van de provincie Bengkulu, Indonesië. Suka Bandung telt 520 inwoners (volkstelling 2010).